# Hippopotame d'Allenton
L'Hippopotame d'Allenton ((en): Allenton Hippopotamus) est un squelette d'Hippopotame (Hippopotamus amphibius) qui a été trouvé à Allenton (en), Derby, Angleterre en 1895. Le squelette est exposé au Derby Museum and Art Gallery et fait 3 m (9,8 pieds) de long. Il est célébré aujourd'hui par une sculpture près de là où le squelette a été découvert.

## Histoire
La banlieue de Derby appelée Allenton était autrefois un village situé à 5 km (3 miles) de Derby. Dans le village, le creusement d'un nouveau puits au Crown Inn a été entrepris en mars 1895, mais le chantier a été arrêté quand les puisatiers ont découvert d'abord une mauvaise odeur et ensuite des os longs et inhabituels. Plusieurs notables se sont mis d'accord pour financer d'autres fouilles et il a été conclu que les trouvailles soient partagées avec la communauté. Le trou a été agrandi jusqu'à 4,5 m² (48 pieds carrés) de large bien que la profondeur soit cachée par l'eau, qui montait jusqu'à 1,8 m (6 pieds) de la surface. On a fait venir des pompes et des hommes ont été employés à les actionner de façon que le trou puisse être creusé plus profond. Ces travaux ont été observés par MM. H.H. Bemrose et R.M. Deeley qui ont ensuite écrit un rapport sur le creusement. Comme conclu par les gens qui l'ont financé les os ont été offerts au Derby Museum qui venait d'ouvrir seize ans auparavant.
Ils ont finalement découvert 127 os qui provenaient principalement d'un hippopotame, avec quelques autres appartenant à un rhinocéros et à un éléphant. Arnold Bemrose prit ces ossements comme une preuve que la Grande-Bretagne était reliée par la terre à l'Europe, ce qui était l'explication la plus évidente pour que de tels os soient trouvés en Angleterre, en Europe et sous la Mer du Nord.
L'hippopotame d'Allenton et d'autres restes d'animaux de Boulton Moor venaient tous d'une élévation connue sous le nom d'Allenton Terrace - un dépôt d'alluvions d'environ 6 m (20 pieds) au-dessus du niveau de l'actuelle rivière Derwent, Derbyshire. Les dépôts ont été datés de l'époque interglaciaire d'Ipswich, il y a environ 120 000 ans. La présence d'un hippopotame indique que le climat était plus chaud qu'aujourd'hui. Les hivers ne devaient pas avoir de périodes prolongées de gel et la température moyenne de l'été devait être au-dessus de 18 degrés Celsius.

## Découvertes ultérieures
En juillet 1973 des ouvriers ont découvert d'autres fragments d'os en creusant à proximité de Boulton Moor - quelques-uns d'entre eux sont aussi exposés au Derby Museum and Art Gallery. Ces excavations, pour un égout, ont mis au jour des ossements d'ours, de cerf, de bœuf et d'autres os d'hippopotame, de rhinocéros et d'éléphants. Ces trouvailles étaient de juste un ou deux os - la meilleures découverte était une des plus grosses dents d'hippopotame trouvées en Grande-Bretagne.
En 2006 Michael Dan Archer a été mandaté pour créer une sculpture pour Allenton, Derby. Des discussions à Allenton ont révélé un désir dans la communauté d'avoir quelque chose qui reflète l'histoire de l'endroit. La sculpture d'Archer consiste en trois sections d'un anneau brisé en granit noir de taille suffisante pour pouvoir s'asseoir. Au-dessus de la surface de granit poli sont déposées des copies en fonte des os du squelette de l'hippopotame. À part la mâchoire inférieure, qui a été coulée dans un moule d'agile, une partie des autres ossements ont été sortis du Derby Museum pour rejoindre Loughborough University où ils ont été scannés au laser pour créer un modèle par ordinateur en 3D. Ce modèle a ensuite permis de faire des copies exactes des os choisis par Archer pour être fondus.

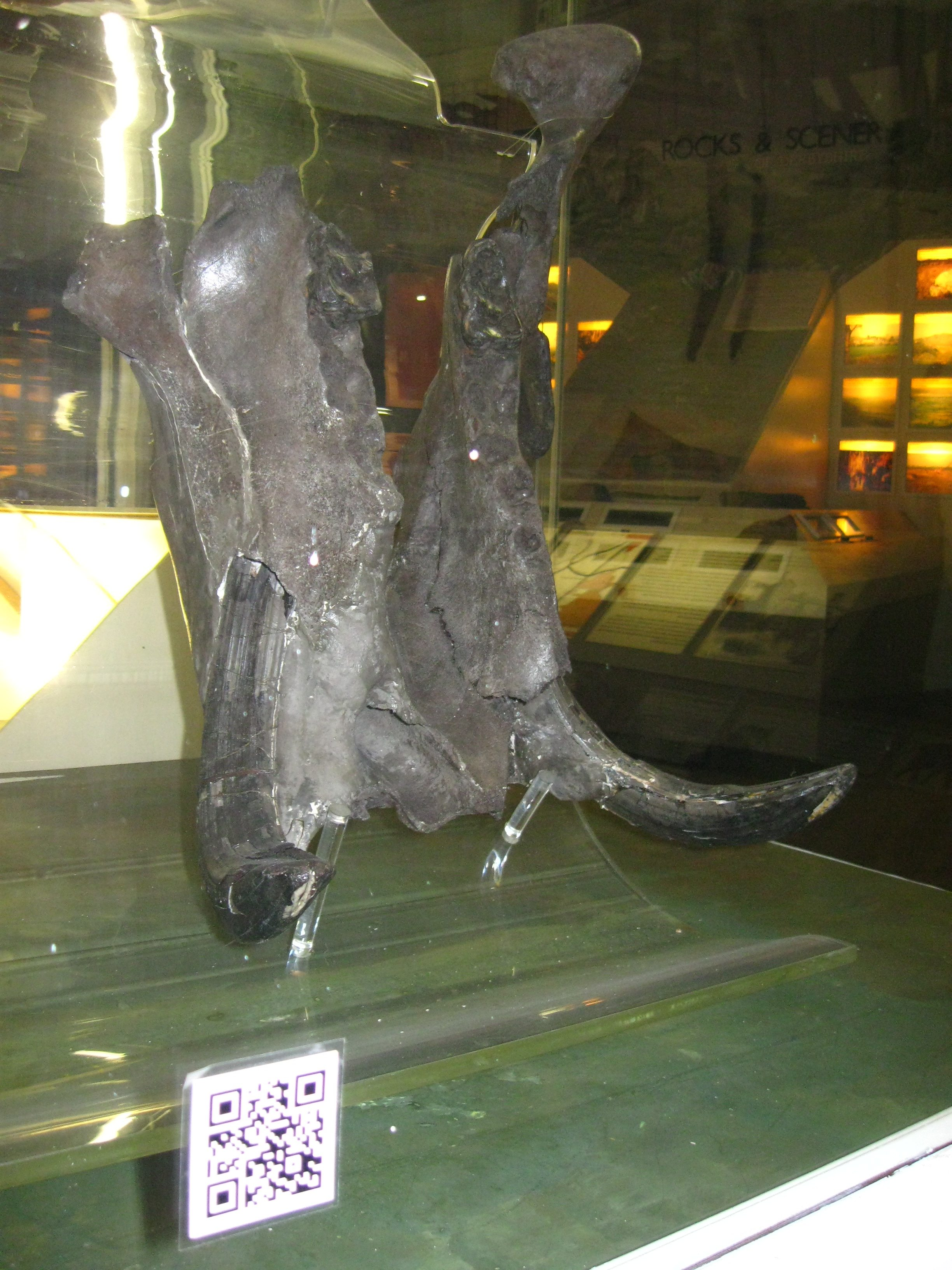
Mâchoire inférieure de l'Hippopotame d'Allenton et Code QR qui lie les smartphones à cet article.
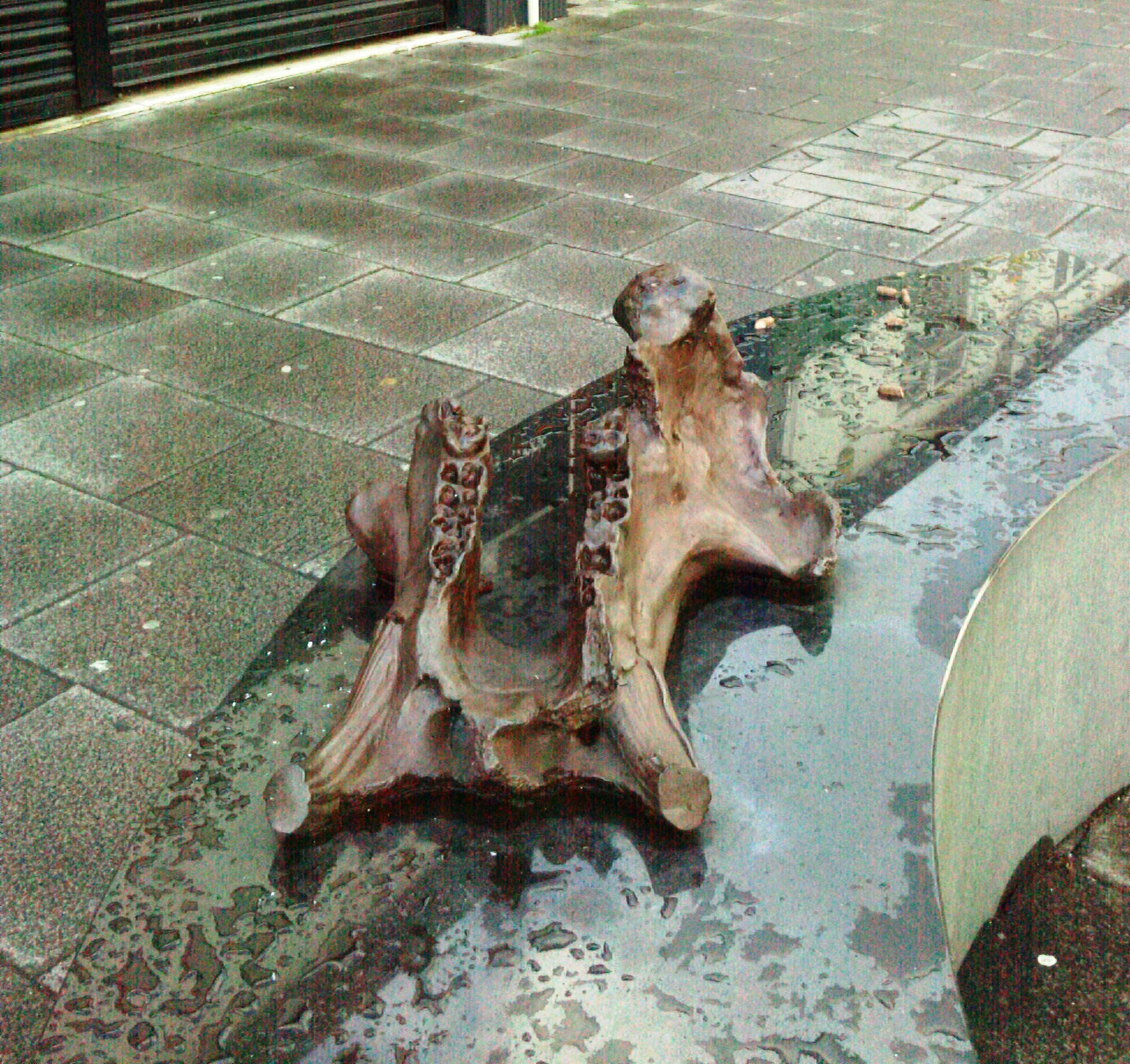
Détails de la mâchoire.
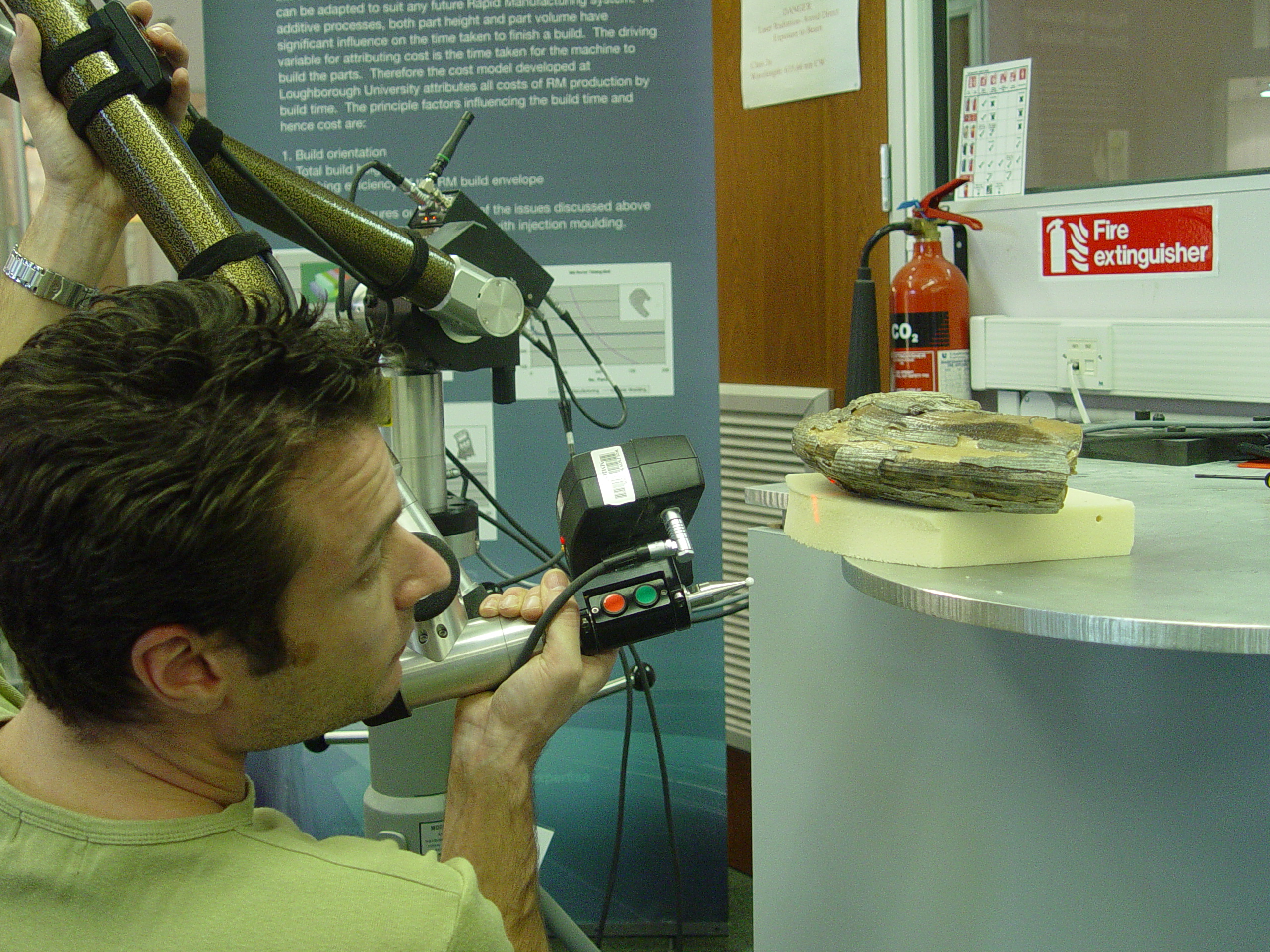
Canine de l'Hippopotame d'Allenton scannée au laser à Loughborough University.
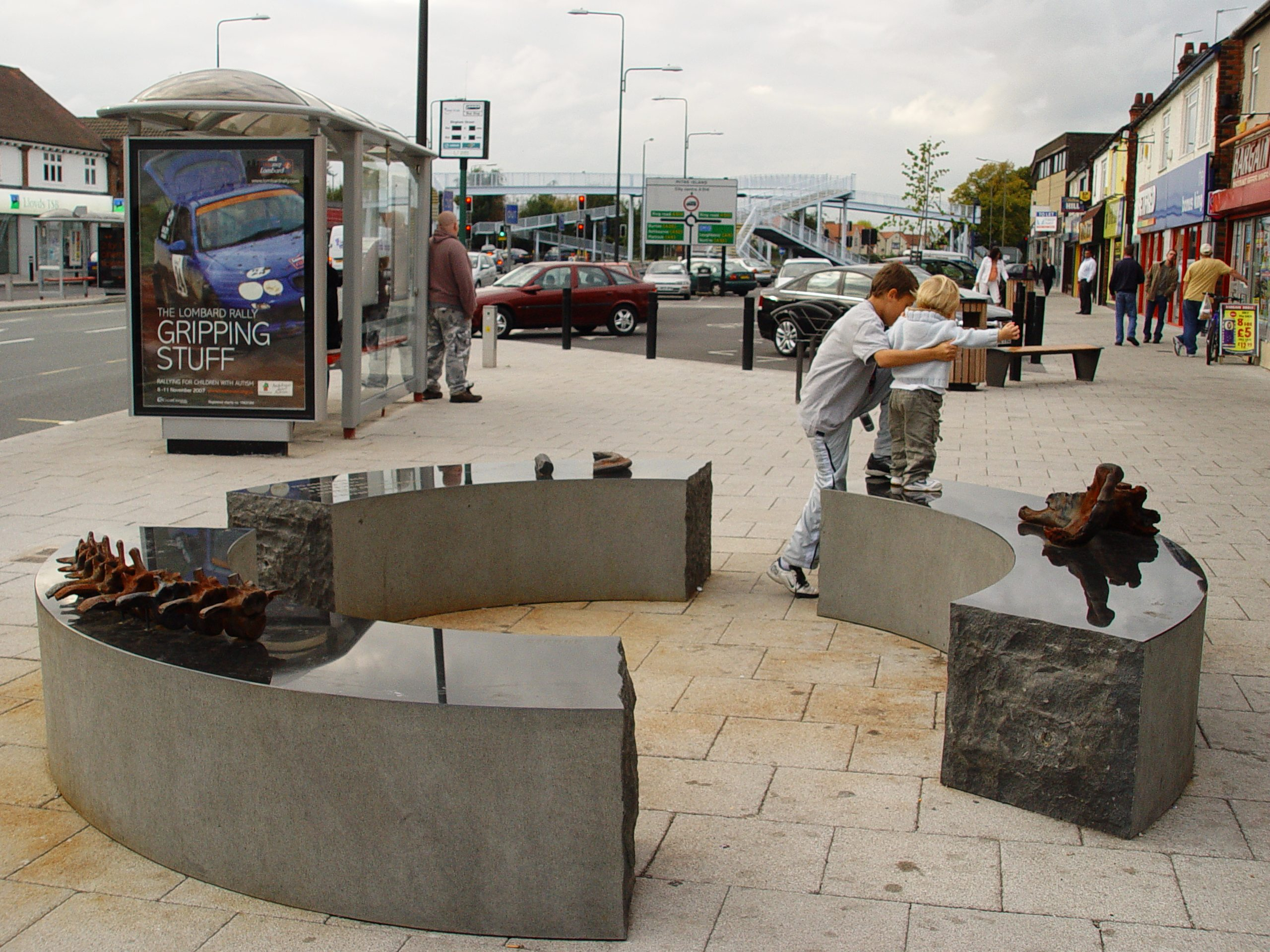
Sculpture au centre commercial d'Allenton.